# Alectis indica
Espèce
Synonymes
- Alectes indicus (Rüppell, 1830)[2]
- Alectis indicus (Rüppell, 1830)[2] [3]
- Carangoides gallichthys Bleeker, 1851[4]
- Gallichtys  chevola Cuvier, 1833[4]
- Gallichtys major Cuvier, 1833[4]
- Hynnis insanus Valenciennes, 1862[4] [2] [3]
- Hynnis momsa Herre, 1927[4] [2] [3]
- Scyris indicus Rüppell, 1830[4] [2] [3]
- Seriolichthys indicus (Rüppell, 1830)[2] [3]

Statut de conservation UICN

 LC  : Préoccupation mineure
Alectis indica, communément appelé Cordonnier plume, est une espèce de poissons marins de la famille des carangues.

## Répartition

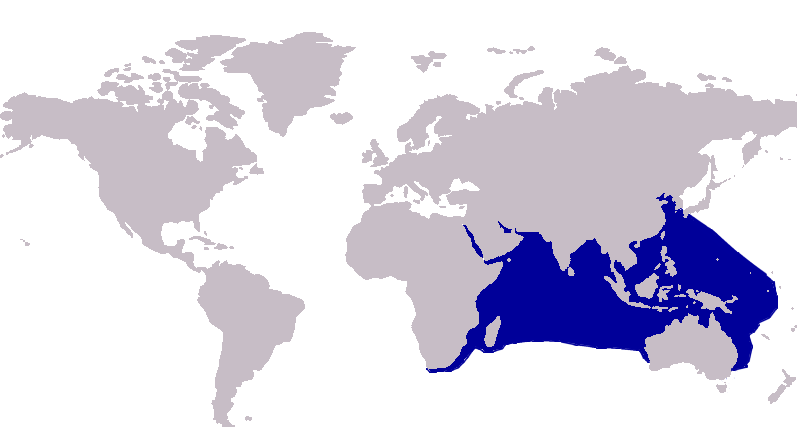
Distribution de Alectis indica, toutefois cette espèce est essentiellement présente le long des côtes

Alectis indica se rencontre sur un vaste territoire s'étendant des côtes est de l'Afrique jusqu'à la mer du Japon et à l'Australie en passant par la mer Rouge. Cette espèce vit jusqu'à une profondeur comprise entre 20 et 100 m.

## Description
La taille maximale de Alectis indica est de 165 cm pour un poids maximal de 25 kg, toutefois sa taille habituelle est d'environ 100 cm. Cette espèce se nourrit de poissons, de calmars et de crustacés.

## Noms communs
Cette espèces portent de très nombreux noms vernaculaires dont :
- en français, Carangue à plumes (Seychelles), Carangue échevelée (Polynésie française), Carangue folle (Réunion), Cordonnier plume (Djibouti et global) ;

- en anglais, pas moins de 17 noms, dont les plus usités semblent être Indian threadfish, Indian threadfin, diamond trevally, mirror fish et plumed trevally.

## Publication originale
- Rüppell, 1828-30 : Atlas zu der Reise im nördlichen Afrika. Frankfurt am Main (Heinrich Ludwig Brönner), p. 1-141[6] (texte intégral).